# Poetry Chain
Poetry Chain est une association de poètes en Inde, dont le siège est à Thiruvananthapuram.

## Historique, actions
La Poetry Chain est fondée en 1997 par les poètes indiens Gopi Kottoor (en) et K. Ayyappa Panicker (en). Elle organise des lectures de poésie, publie des revues de poésie, organise la publication de poésie, organise des rencontres de poètes, et fournit une assistance aux poètes en difficulté.
Les poètes célèbres qui ont donné des lectures de poésie lors d’ateliers Poetry Chain comprennent Ruth Padel, Jayanta Mahapatra, Tapan Kumar Pradhan et Meena Alexander. Les lectures de poésie ont lieu un samedi sur deux. Depuis 2006, le journal de Poetry Chain a une version électronique.
Poetry Chain offre une consultation gratuite aux jeunes poètes indiens. Les poètes Tapan Kumar Pradhan, Bibhu Padhi et Prabhanjan Mishra font partie de son comité consultatif.